# Rookie (película)
Rookie es una película independiente filipina dirigida por Samantha Lee y escrita por Natts Jadaone. Protagonizada por Aya Fernández, Pat Tingjuy, Agot Isidro y Mikoy Morales, relata la historia de una torpe joven que se une a un equipo de voleibol y termina enamorándose de la capitana.

## Sinopsis
La entrenadora de voleibol de la escuela secundaria invita a Ace, una joven torpe e indecisa, para que se presente en una práctica del equipo. Aunque inicialmente se siente fuera de lugar, paulatinamente se enamora de Jana, la capitana del equipo. Ace finalmente encuentra su lugar en el equipo, pero su realidad cambia de forma drástica en un incidente que involucra al fisioterapeuta del equipo.

## Reparto
- Pat Tingjuy es Ace
- Aya Fernandez es Jana
- Agot Isidro es Jules
- Mikoy Morales es Kel
- Che Ramos es la madre de Ace

## Trasfondo
Rookie sigue la temática de relaciones sentimentales entre dos jóvenes mujeres del mismo sexo que la directora Samantha Lee presentó en sus dos filmes anteriores, Baka Bukas (2016) y Billie & Emma (2018). Lee ha manifestado que sus películas reflejan sus vivencias en la adolescencia, pues era una persona insegura a causa de su homosexualidad. Refiriéndose a Rookie, la directora comentó: «Rookie trata de los momentos de nuestra vida que nos forman. Trata de cómo las lecciones y las personas de nuestra juventud se unen para ayudarnos a convertirnos en personas. Trata sobre perder y sobre cómo aprender de todas esas derrotas».
Natts Jadaone, quien se encargó del guion, explicó el origen de la historia y por qué escogió el deporte como una de las tramas principales: «Rara vez se explora la homosexualidad en el deporte. Cuando el potencial de la película empezó a echar raíces, mi sobrina de cinco años me dijo de repente que quería ser deportista. Cuando le pregunté qué deporte, me dijo que el voleibol, porque es para niñas y el baloncesto para niños. Entonces me di cuenta de cómo se forman estas ideas de género a una edad tan temprana y me pregunté si realmente queremos seguir perpetuando estos conceptos erróneos».

## Estreno y reconocimientos
Rookie tuvo su estreno oficial en la decimonovena edición del festival Cinemalaya el 5 de agosto de 2023. Obtuvo tres galardones en el evento: mejor actriz para Pat Tingjuy, mejor edición y el premio de la audiencia. También logró dos nominaciones en los Star Awards for Movies, ambas en la categoría de mejor nueva actriz del año para Aya Fernández y Pat Tingjuy.

## Recepción crítica
El portal Nylon incluyó a Rookie en su lista de películas recomendadas con temática lésbica y afirmó: «La forma en que Samantha Lee ofrece constantemente historias sáficas encantadoras y genuinas es asombrosa». Federica Giampaolo de Asian Movie Pulse elogió el filme al manifestar: «El nuevo largometraje de Lee dista mucho de ser una comedia romántica cursi al uso. Destaca su narración de las maravillas del primer amor, ya que describe elementos específicos, incluidas circunstancias compartidas tanto por los queer filipinos como por las sáficas de todo el mundo».
En su reseña para In The Seats, Paolo Kagaoan le otorgó cuatro estrellas de cinco posibles y destacó las actuaciones principales y secundarias. Escribiendo para Pep.ph, Jocelyn Dimaculangan definió el filme como «un romance desenfadado que normaliza las relaciones entre personas del mismo sexo y las trata con tanta emoción como la mayoría de las películas convencionales».